# 瓦斯纳博尔萨德
瓦斯纳博尔萨德（Vasna Borsad INA），是印度古吉拉特邦Anand县的一个城镇。总人口338（2001年）。

## 人口
该地2001年总人口338人，其中男性178人，女性160人；0—6岁人口57人，其中男26人，女31人；识字率56.51%，其中男性为62.92%，女性为49.38%。